# Саламатинская волость
Саломатинская (Саламатинская) во́лость — административно-территориальная единица в составе Камышинского уезда Саратовской губернии, с 1919 года - Царицынской губернии. Волостное правление — в селе Саломатино.
Помимо села Саломатина в слободу входили сёла Рыбинка, Таловка, Николаевка и Большое Костарево, Свинуха (Рыбинскій выселокъ) и Саламатинский выселок.

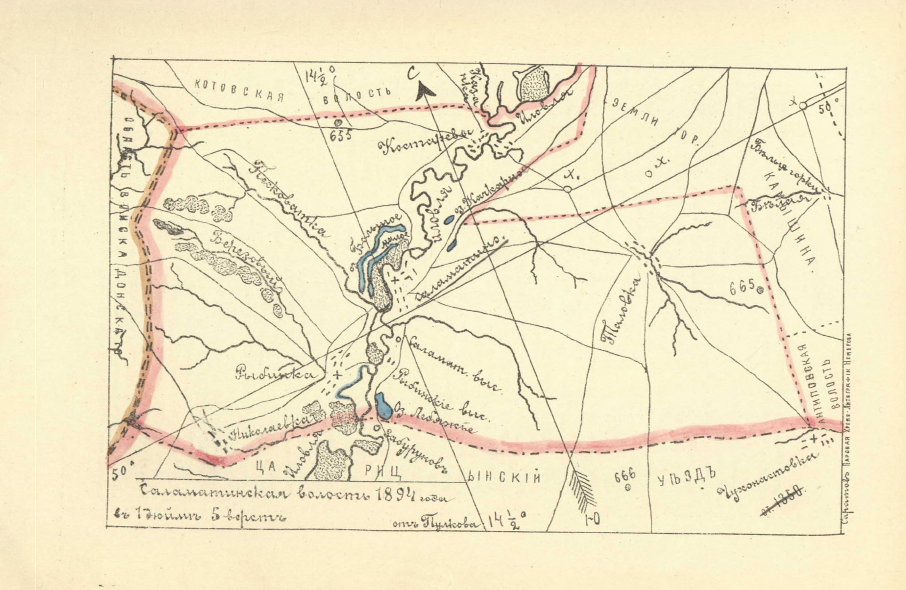
Саламатинская волость по состоянию на 1894 год. Карта из книги А. Н. Минха «Историко-географический словарь Саратовской губернии».